# Jameson Thomas
Jameson Thomas, eigentlich Thomas Jameson, (* 24. März 1888 in London, England; † 10. Januar 1939 in Sierra Madre, Kalifornien, USA) war ein britischer Schauspieler, der zwischen 1923 und seinem Todesjahr in über 80 Filmen auftrat.

## Leben
Jameson Thomas, der bereits seit den 1900er Jahren auf britischen Bühnen auftrat, gab sein Filmdebüt 1923 mit einer Nebenrolle in einem Film von Herbert Wilcox. Erste Hauptrollen boten sich ihm in den Kriegsdramen Poppies of Flanders und Blighty (beide 1927) sowie in Harley Knoles Abenteuerfilm White Sheik (1928). Seine Begabung lag in Charakterrollen und in der Darstellung von höflich-sanften britischen Gentlemen mit einer Neigung zum Ausschweifenden.
1928 spielte er in The Farmer’s Wife, einer Liebeskomödie des 29-jährigen Alfred Hitchcock, einen verwitweten Farmer, der sich wieder verheiraten will und mit der Auswahl einer Braut ausgerechnet die Frau beauftragt, die ihn insgeheim liebt. Weitere Hauptrollen folgten in George J. Banfields Kriminalfilm Power Over Men, in Leslie S. Hiscotts Liebesfilm The Feather und in Arnold Bennetts Schicksalsfilm Piccadilly – Nachtwelt (alle drei 1929). In Piccadilly trat Thomas in der Rolle eines melancholischen Nachtklubbesitzers auf, der unter Mordanklage gerät, nachdem eine schöne chinesische Tänzerin (Anna May Wong), in die er sich verliebt, erschossen wird. Zu einer erneuten Leinwandbegegnung zwischen Thomas und Wong kam es 1930 in dem Revuefilm Elstree Calling.

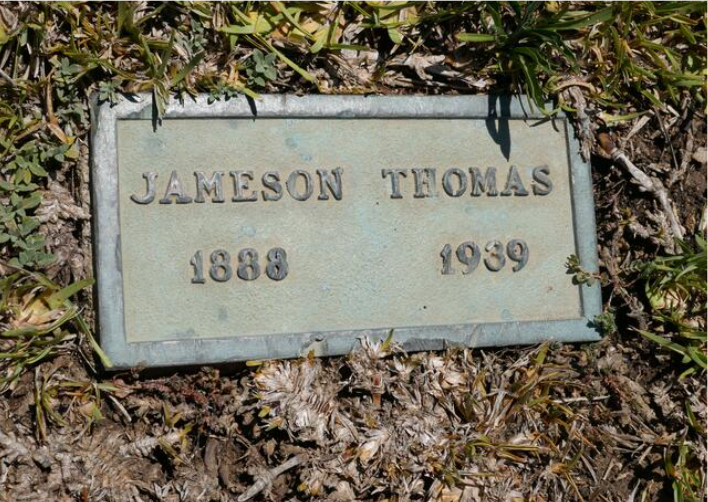
Grabstein von Jameson Thomas

1929 trat Jameson Thomas ein einziges Mal in einer deutschen Filmproduktionen auf, und zwar in Erich Waschnecks Olga-Tschechowa-Film Die Liebe der Brüder Rott (1929). Im Jahr darauf ging er mit seiner Frau, der Schauspielerin Dorothy Dix, die an Tuberkulose litt, aus gesundheitlichen Gründen, und weil er dort auf bessere Rollen hoffte, nach Kalifornien. Er spielte dort zunächst kleine Nebenrollen, bis Raymond Cannon ihn 1931 neben Virginia Valli als Hauptdarsteller in dem Scheidungsdrama Night Life in Reno einsetzte. Weitere große Rollen folgten in dem Kriminalfilm The Devil Plays (1931), in dem Liebesfilm Stolen Sweets (1934) und in dem Kriminalfilm The Lady in Scarlet (1935). 
Hauptrollen in der amerikanischen Filmindustrie blieben für Thomas aber eher die Ausnahme. Bekannte Filme, in denen Thomas in – meist kleinen – Nebenrollen zu sehen war, sind u. a. Der Unsichtbare (1933), Die scharlachrote Kaiserin (1934), Bengali, Charlie Chan in Ägypten (beide 1935) und Mr. Deeds geht in die Stadt (1936). Seine dem heutigen Publikum vielleicht bekannteste Rolle spielte er als „King Westley“, der schmierige Verlobte von Claudette Colbert in dem Komödienklassiker Es geschah in einer Nacht von Frank Capra.
Nachdem er selbst an Tuberkulose erkrankt war, starb Jameson Thomas 50-jährig in Kalifornien. Er liegt auf dem Hollywood Forever Cemetery in Los Angeles begraben.

## Filmografie
- 1923: Chu Chin Chow
- 1924: The Sins Ye Do
- 1924: The Drum
- 1924: Chester Forgets Himself
- 1924: The Cavern Spider
- 1924: Dekameron-Nächte
- 1925: The Gold Cure
- 1925: A Daughter of Love
- 1925: The Apache
- 1925: Afraid of Love
- 1926: Jungle Woman
- 1926: The Brotherhood
- 1926: The Hound of the Deep/Pearl of the South Seas
- 1927: Roses of Picardy
- 1927: Poppies of Flanders
- 1927: Blighty
- 1927: The Antidote (Kurzfilm)
- 1928: The White Sheik
- 1928: Dulderin Weib (Tesha)
- 1928: The Rising Generation
- 1928: High Treason
- 1928: The Farmer’s Wife
- 1928: The Apache
- 1929: Power Over Men
- 1929: The Feather
- 1929: Week-End Wives
- 1929: Piccadilly – Nachtwelt
- 1929: Die Liebe der Brüder Rott
- 1929: Hate Ship
- 1930: Elstree Calling
- 1930: Night Birds/The Copper
- 1930: Extravagance
- 1931: Lover Come Back
- 1931: Chances/Changes
- 1931: Night Life in Reno
- 1931: Convicted
- 1931: The Devil Plays
- 1932: Three Wise Girls
- 1932: Escapade/Dangerous Ground
- 1932: The Trial of Vivienne Ware
- 1932: The Phantom President
- 1932: No More Orchids
- 1932: Self-Defense
- 1933: The Secret of Madame Blanche
- 1933: Brief Moment
- 1933: The Solitaire Man
- 1933: Der Unsichtbare (The Invisible Man)
- 1934: Bombay Mail
- 1934: A Woman’s Man
- 1934: Es geschah in einer Nacht (It Happened One Night)
- 1934: Beggars in Ermine
- 1934: Stolen Sweets
- 1934: Call It Luck
- 1934: Jane Eyre
- 1934: The Moonstone
- 1934: Die scharlachrote Kaiserin (The Scarlet Empress)
- 1934: A Lost Lady/Courageous
- 1934: The Curtain Falls
- 1934: A Successful Failure
- 1934: Happiness Ahead
- 1934: The World Accuses
- 1934: Sing Sing Nights/Reprieved
- 1934: The Man Who Reclaimed His Head
- 1935: Bengali (The Lives of a Bengal Lancer)
- 1935: Rumba
- 1935: Mr. Dynamite
- 1935: Charlie Chan in Ägypten (Charlie Chan in Egypt)
- 1935: The Last Outpost
- 1935: The Lady in Scarlet
- 1935: Coronado
- 1936: Mr. Deeds geht in die Stadt (Mr. Deeds Goes to Town)
- 1936: House of Secrets
- 1937: Girl Loves Boy
- 1937: The League of Frightened Men
- 1937: Parnell
- 1937: Souls at Sea
- 1937: The Man Who Cried Wolf
- 1937: 100 Mann und ein Mädchen (One Hundred Men and a Girl)
- 1939: Death Goes North

## Bühnenauftritte (Auswahl)
- The Squaw Man (London, 1900er Jahre)
- The Last of Mrs. Cheyney (mit Bebe Daniels, USA)